# David Foley
David Edward Foley (ur. 3 lutego 1930 w Worcester, Massachusetts, zm. 17 kwietnia 2018 w Birmingham, Alabama) – amerykański duchowny katolicki, biskup Birmingham w latach 1994–2005.

## Życiorys
Święcenia kapłańskie otrzymał 26 maja 1956 i inkardynowany został do archidiecezji waszyngtońskiej.
3 maja 1986 papież Jan Paweł II mianował go biskupem pomocniczym diecezji Richmond ze stolicą tytularną Octaba. Sakry udzielił mu bp Walter Francis Sullivan.
22 marca 1994 mianowany ordynariuszem Birmingham w Alabamie. Na emeryturę przeszedł 10 maja 2005.